# Panilla otoensis
Panilla otoensis är en fjärilsart som beskrevs av Nobukatsu Marumo 1920. Panilla otoensis ingår i släktet Panilla och familjen nattflyn. Inga underarter finns listade i Catalogue of Life.